# На зелёной земле моей
«На зелёной земле моей» — художественный фильм. Дипломная работа режиссёра Ричарда Викторова.

## Сюжет
На лесной поляне собрались празднично одетые люди. Это жители Карпат — лесорубы. Летит над лесом задорная гуцульская мелодия. Сегодня небольшой праздник. За хорошую работу премировали радиоприёмником бригадира лесорубов Антона Гулыгу (Николай Довженко). Но на танцах он оплошал: не успел пригласить дочь лесничего Василину. Зато успел Илья. Он красив и строен, и пляшет отменно. Но Илья завистлив к славе знатного бригадира Антона, да и до денег жаден.
Директор леспромхоза Кирилюк (Лавр Масоха) решает вырубить Олений верх — большой массив леса на крутом склоне, под которым расположено село. Вырубка массива даст возможность Кирилюку легко выполнить план леспромхоза и поможет вернуть славу руководителя передового предприятия. Но оголённый склон могут размыть дожди, и тогда селу грозит оползень. Поэтому старый лесничий Шорбан, отец Василины, не хочет давать порубочного билета. Но Кирилюк смог уговорить Шорбана.
Узнав об этом, заволновались люди. Антон отказывается рубить Олений верх, но его отстраняют от должности бригадира. А вместо него назначают Илью, который мечтает о славе и больших заработках.
Антон скачет на коне на место рубки, чтобы помешать Илье. А в это время Шорбан вместе с дочерью отправляются в райком партии. Рубка Оленьего верха прекращена.

## В ролях
- Николай Довженко — Антон Булыга
- Жанна Дмитренко — Василина
- П. Колесник — Пётр Николаевич Шорбан
- Надежда Семенцова — Оксана
- Лаврентий Масоха — Кирилюк
- Нина Кукушкина — Гафия
- Владимир Савельев — Горуля
- Михаил Егоров — Илья
- Евгений Котов — бухгалтер
- И. Мыльный — Калина